# Nowi Bilokorowytschi
Nowi Bilokorowytschi (ukrainisch Нові Білокоровичі; russisch Новые Белокоровичи Nowyje Belokorowitschi) ist eine Siedlung städtischen Typs im Norden der ukrainischen Oblast Schytomyr mit etwa 3100 Einwohnern (2017).

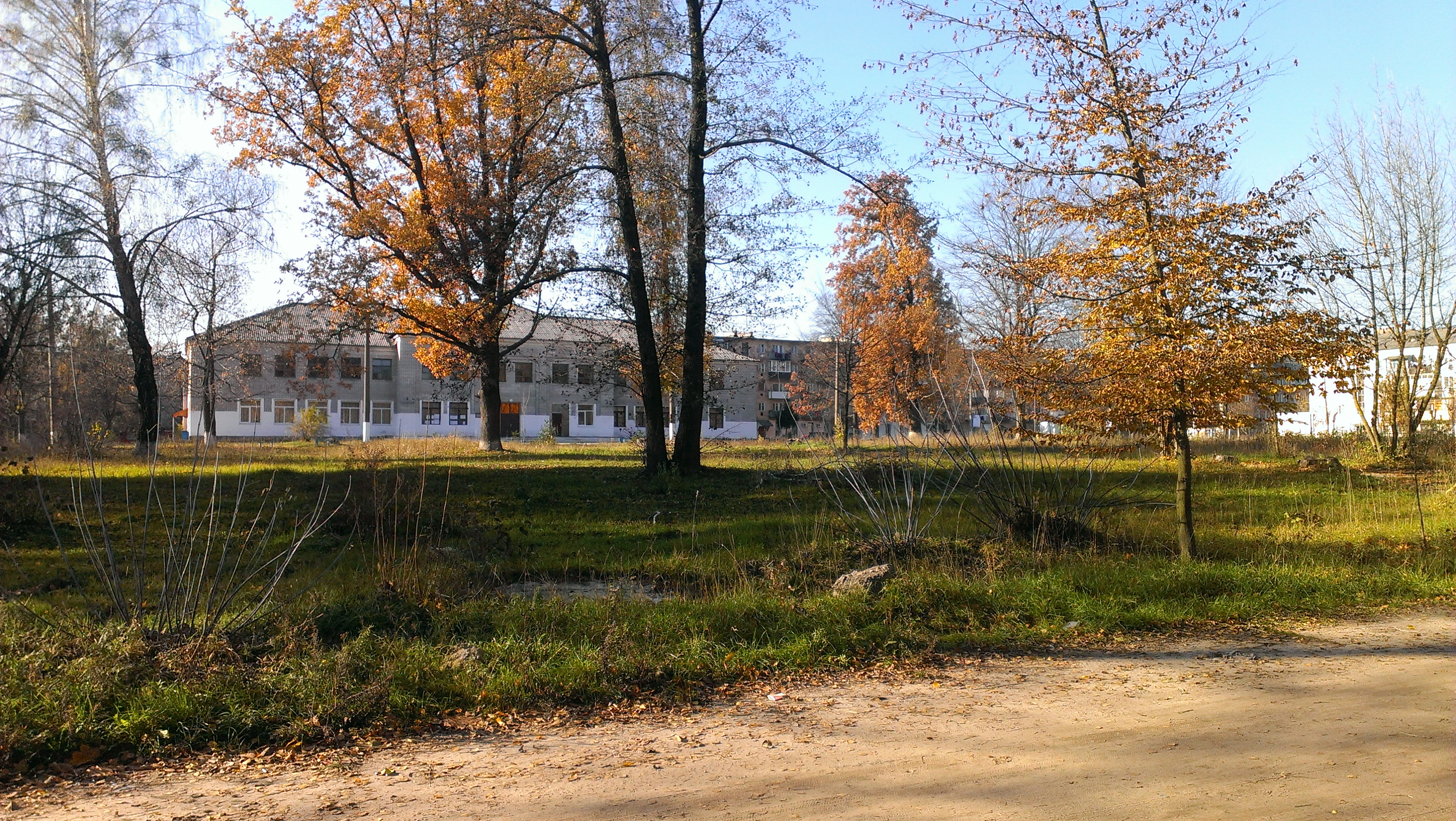
Militärsiedlung im Ort

Nowi Bilokorowytschi wurde 1901 gegründet und erhielt 1961 den Status einer Siedlung städtischen Typs. Während der Sowjetzeit befand sich in der Siedlung eine Raketenbasis für Interkontinentalraketen des Typs R-36M (NATO-Codename SS-18 Satan).
Nowi Bilokorowytschi liegt am Scherew (Жерев), einem 96 km langen, linken Nebenfluss des Usch im Südosten des Rajon Olewsk etwa 130 km nordwestlich vom Oblastzentrum Schytomyr und 40 km südöstlich vom ehemaligen Rajonzentrum Olewsk. Die Ortschaft besitzt eine Bahnstation an der Bahnstrecke Sarny–Korosten. 5 km östlich von Nowi Bilokorowytschi verläuft die Fernstraße M 07 / E 373.
Am 25. Juli 2016 wurde die Siedlung zum Zentrum der neugegründeten Landgemeinde Bilokorowytschi, bis dahin war sie Teil der Landratsgemeinde Bilokorowytschi im Südosten des Rajons Olewsk.
Am 17. Juli 2020 kam es im Zuge einer großen Rajonsreform zum Anschluss des Rajonsgebietes an den Rajon Korosten.